# مركيانوس (بابا الإسكندرية)
البابا  مركيانوس (؟؟؟-152) بابا الإسكندرية وبطريرك الكرازة المرقسية الثامن.
وُلد في الإسكندرية، وكان عميدًا للمدرسة اللاهوتية، وعند نياحة البابا أومانيوس البطريرك السابع أجمع الأساقفة رأيهم على تقديم مركيانوس للكرسي البابوي ورسموه رئيسًا عليهم، فسار في خطة أسلافه واعظًا ومرشدًا. كان مشهودًا له بالأخلاق والفضائل الحميدة وبعلمه وتقواه وتواضعه، وقد ارتقى السدة المرقسية في شهر هاتور سنة 146م، في عهد الإمبراطور أنطونيوس بيوس، وحقق آمال من انتخبوه من هداية النفوس وتهذيب الأخلاق رغم الاضطهاد الشديد الذي كان مشتدًا على المسيحيين وقتئذٍ، إلا أنه لم يبالِ بهذا الاضطهاد بل كان شجاعًا في كل المواقف ومبشرًا وواعظًا وحقق مكاسب عظيمة للكرازة المرقسية فأقام على الكرسي راعيًا النصارى تسع سنين وشهرين مداومًا على تعليم رعيته حارسًا لها من التعاليم الغريبة والفلسفات الوثنية إلى أن توفي في 6 طوبة سنة 155م. وخلفه في نظارة المدرسة اللاهوتية الفيلسوف ذائع الشهرة العلامة بنتينوس.